# Yerma (film)
Yerma è un film TV del 1978 diretto da Marco Ferreri.

## Trama
Dall'omonimo lavoro teatrale di Federico García Lorca, narra del dramma di una donna ansiosa di diventare madre. Il marito non condivide la sua ansia, e preferisce occuparsi d'altro (lavoro, svaghi e soldi). Quando lei avrà la conferma di non poter essere madre, strangolerà il marito. Il film narra di un dramma borghese riletto in chiave surreale.